# Andreas Brysch
Andreas Brysch (* 26. Februar 1986 in Regensburg) ist ein deutscher Fußballspieler und -trainer.

## Karriere
Brysch begann seine Karriere bei Regensburger Vereinen und wechselte dann in die Jugend des TSV 1860 München. Ab 2004 stand der Verteidiger im Kader der zweiten Mannschaft in der Regionalliga Süd und kam dort zu 14 Einsätzen.
Im Sommer 2006 verließ Brysch die Münchner und ging nach einem halben Jahr Vereinslosigkeit zum damaligen Bayernligisten SSV Jahn Regensburg, mit dem er in die Regionalliga Süd aufstieg. In der folgenden Saison 2007/08 machte Brysch 23 Spiele (zwei Tore) und qualifizierte sich mit den Oberpfälzern für die neugeschaffene 3. Liga. Am ersten Spieltag bestritt er gegen den FC Carl Zeiss Jena sein erstes Spiel in einer Profi-Liga.
Zur Saison 2009/10 wechselte Brysch zum Liga-Konkurrenten SpVgg Unterhaching. Nach zwei Spielzeiten als Stammspieler in der Innenverteidigung lief sein Vertrag aus. Für die SpVgg Unterhaching machte Brysch 2009/10 gegen Arminia Bielefeld (0:3) sein einziges Spiel im DFB-Pokal.
Daraufhin ging der Verteidiger zum sechstklassigen Landesligisten BC Aichach, mit dem er in der Saison 2011/12 in die Bayernliga aufstieg. Im Juni 2012 wechselte Brysch zunächst zum Landesliga-Aufsteiger TSV Dachau 1865 und kehrte einen Monat später zum BCA zurück. Mit dem BC Aichach scheiterte er 2012/13 in der Relegation am Aufstieg in die viertklassige Regionalliga Bayern.
Zur Saison 2014/15 wurde Brysch Spielertrainer beim BC Adelzhausen. Mit dem Amateurverein aus der Nähe von Augsburg stieg er nach seiner ersten Saison von der achtklassigen Kreisliga in die siebtklassige Bezirksliga Schwaben Nord auf. Nach drei Jahren verließ er den Verein und ging als Spielertrainer zum Kreisligisten TSV Pöttmes.